# Luis Sáez

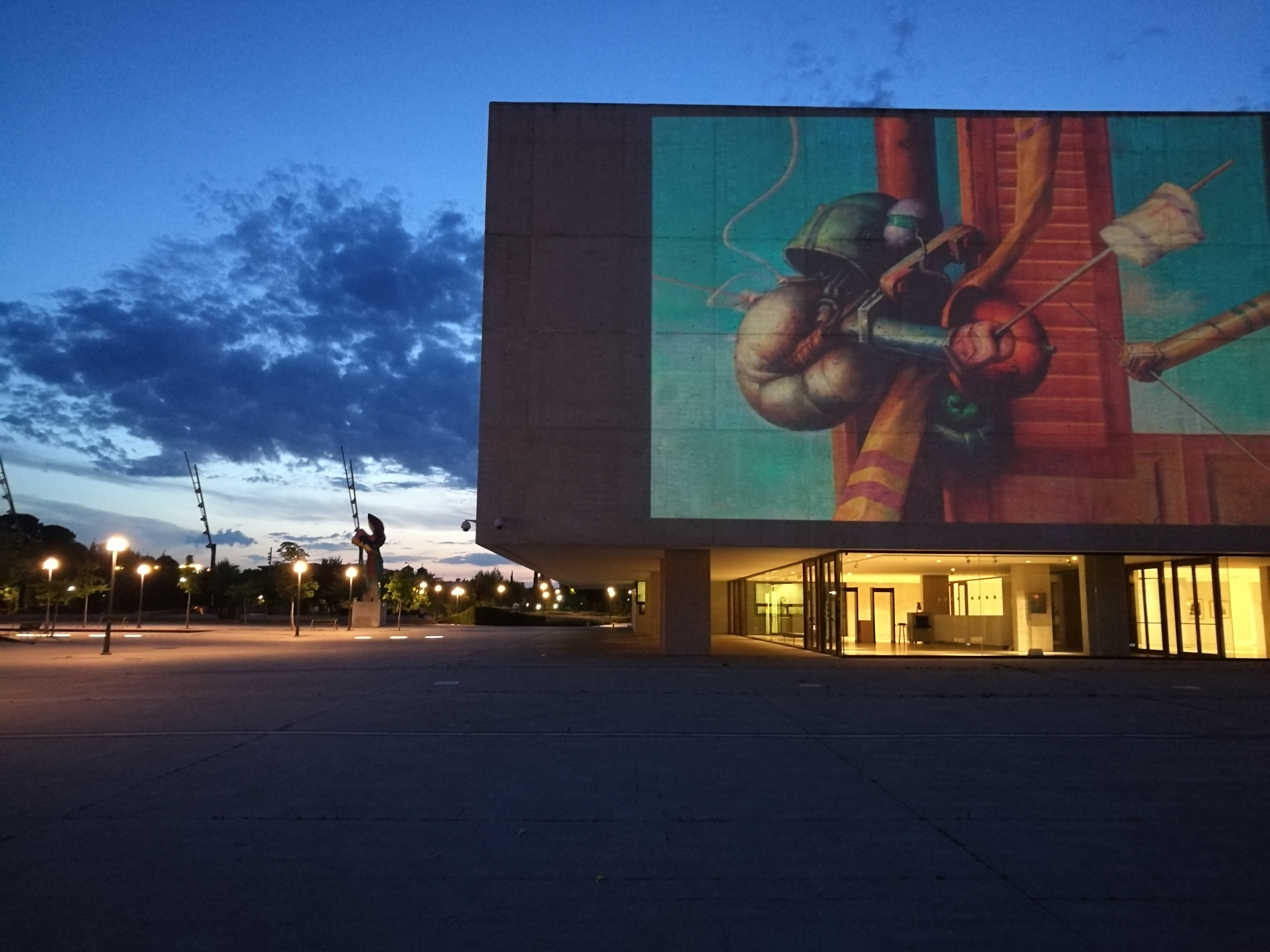
Proyección de un óleo de Luis Sáez en la fachada de la sede de las Cortes de Castilla y León con motivo de la exposición Luis Sáez, la belleza, el misterio y el dolor. Valladolid, 2017.

Luis Sáez Díez (Mazuelo de Muñó, Burgos, 9 de octubre de 1925 - Burgos, 18 de mayo de 2010) fue un pintor español. Ganó el Premio Castilla y León de las Artes en 1991.

## Trayectoria

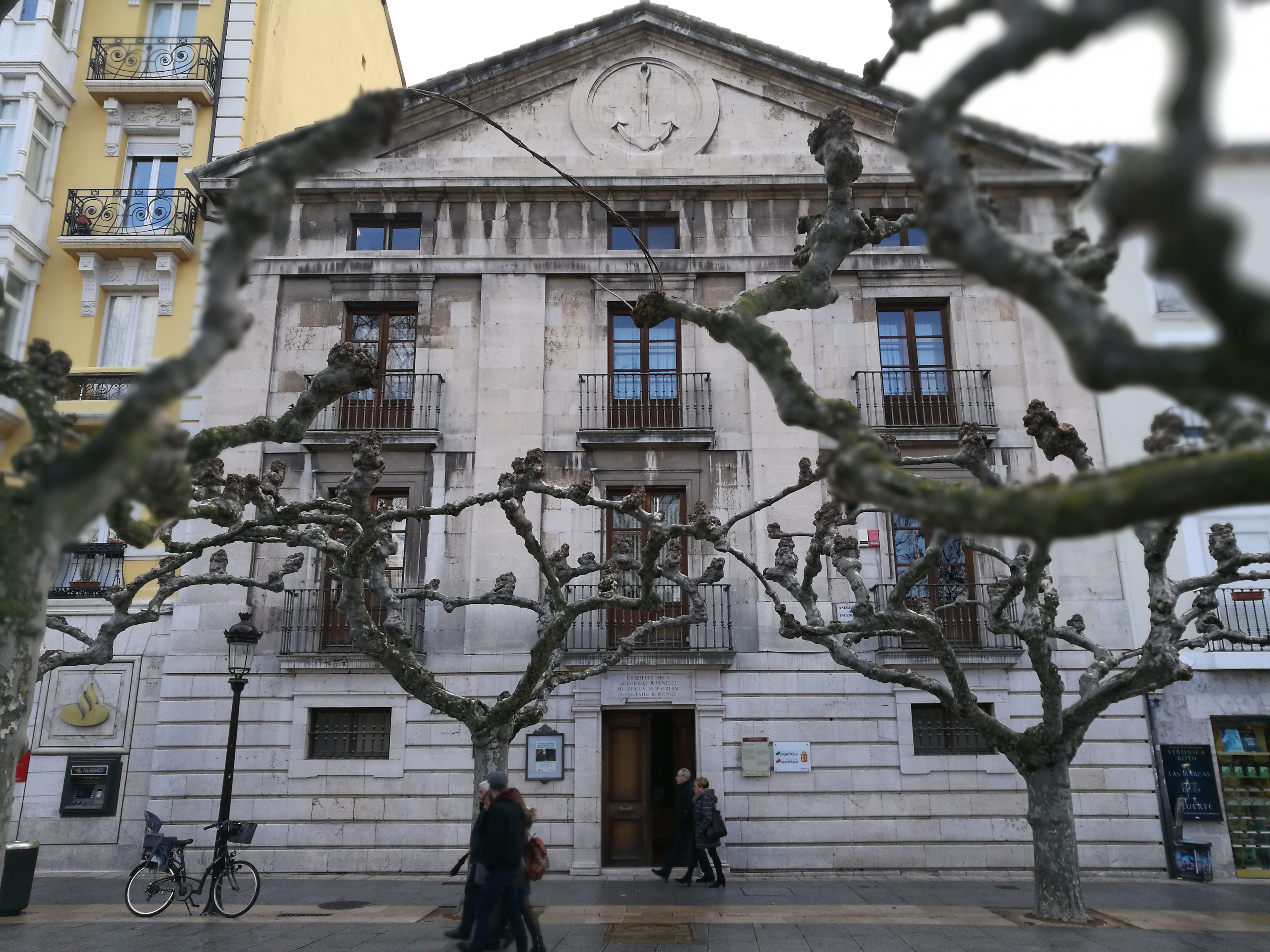
Academia Provincial de Dibujo de Burgos, en el Paseo del Espolón, donde estudió Luis Sáez.

Su familia se trasladó a Burgos cuando él era niño. Su padre, dulzainero de profesión, se quedó sin trabajo por el estallido de la guerra civil española. En la calle Santa Clara, donde estaba la vivienda de la familia, de niño conoció al escultor Julio Saiz Quintanilla, quien vivía en el mismo edificio y a quien recurrió en numerosas ocasiones para iniciarse en el dibujo. Luis Sáez comenzó a trabajar de botones en el Casino de Burgos y asistió a la Academia Provincial de Dibujo. En 1942 conoció al pintor Marceliano Santa María, quien le apoyaría en su carrera. Gracias a él, obtuvo una beca de la Diputación Provincial de Burgos para estudiar en la Escuela Superior de Bellas Artes de San Fernando de Madrid. Recibió clases de Daniel Vázquez Díaz y Joaquín Valverde, y realizó un viaje de fin de curso a París, donde conoció de primera mano la pintura contemporánea. Realizó el servicio militar en 1952, en Melilla, donde fue alférez de Ingenieros en la Milicia Universitaria. En 1952 realizó su primera exposición en Burgos y pronto inició una carrera de gran proyección. En 1957 tuvo su primera exposición nacional importante, en la Galería Biosca de Madrid. En 1958, entre otras obras, realizó varios cuadros abstractos sobre tabla y los once frescos de pared del restaurante Mesón de los Infantes (Burgos), con una temática de bodegones, comensales y cocineros medievales, caballeros, trovadores y doncellas. Posteriormente, expuso en Barcelona (1960) y en 1961 comenzó su carrera internacional exponiendo en Fránkfurt. A partir de entonces, participó en numerosas exposiciones en Alemania, Bélgica, Finlandia, Holanda, Japón, México o Estados Unidos, además de España. Entre otras, destaca su participación en Feria Mundial de Nueva York (1967) y en la Bienal de Venecia (1968). En el año 2000 se realizó una exposición retrospectiva de su obra en la Casa del Cordón de Burgos, comisariada por Rufo Criado, quien seleccionó cincuenta y cinco obras representativas de toda la carrera del autor. La última exposición individual en vida del autor tuvo lugar en el Museo de Burgos en 2009. En 2012, se decidió trasladar a este museo los dos frescos con motivos religiosos (un San José Obrero y un icono de la Virgen con el Niño) de la capilla del Hospital General Yagüe de Burgos, que ese año cesó su actividad, aunque finalmente la Junta de Castilla y León se retractó y dejó sin efecto el traslado. El destino final de las obras fue la iglesia parroquial de su pueblo natal, Mazuelo de Muñó.
Es el padre del sociólogo Javier Sáez del Álamo.

## Estilo
Experimentó con todos los estilos y técnicas hasta afianzarse en un realismo muy personal, en el que mostraba una acumulación de objetos misteriosos y creaba espacios oníricos, de gran potencia expresiva. El también pintor Néstor Pavón divide en tres etapas la trayectoria artística de Luis Sáez: una primera en la que, terminados sus estudios, regresa a Burgos e instala un taller donde pinta sobre todo retratos, paisajes y carteles. Después pasó por una etapa abstracta que finalmente derivó en una pintura de un realismo mágico, en la que sobresalen sus motivos hirientes. Óscar Esquivias los definió así:

[Me llaman la atención] esos cuadros –tan característicos de su estilo– en los que se ve una acumulación variopinta de objetos extraños. Parecen una versión moderna de las vanitas barrocas, como si Luis Sáez fuera un pintor del siglo XVII que hubiera leído a Freud y hubiera llenado sus lienzos de símbolos, cacharros y escenas oníricas en las que –a veces– tienen un protagonismo especial los cuerpos mutilados, presentados como despojos, expuestos con una crudeza brutal. En todas estas personalísimas pinturas la vida parece ausente y los objetos y los cuerpos quedan como testimonio de su derrota.

Por su parte, el poeta Antonio Gamoneda dedicó encendidos elogios a la expresividad y belleza plásticas de las obras de Luis Sáez y también a la presencia de lo terrible:

Esta pintura es insufriblemente hermosa. La fealdad y la oscuridad han sido los fáciles servidores de la expresividad trágica. Reportaron -a veces con gran nobleza, es cierto- otra manera de ruptura con la luminosidad y la compostura clásica: esa luz implicada en la vitalidad del color, esa belleza estatuaria de los cuerpos torturados, esa redondez frutal de las vísceras hibridadas, esos mecanismos impecables... [...] Con palabras que me parecen íntegramente aprovechables, decía Rilke que lo bello no es más que el comienzo de lo terrible. Opino que, en la obra de Luis Sáez, esto es realmente lo que sucede.

## Otras actividades
Aparte de su faceta como pintor, también fue librero y fue copropietario junto a Menchu Gil de la Galería-Librería Mainel, situada en la calle Vitoria de Burgos. Sáez era el encargado de dirigir la galería de arte situada en el sótano de la librería, donde organizó exposiciones de arte de vanguardia. Se inauguró en 1966 con obras de Antoni Tàpies, Lucio Muñoz, Manuel Millares, Manuel Rivera y Carmen Laffón.
Un instituto de educación secundaria de Burgos se llama "Pintor Luis Sáez" en su homenaje.

## Premios y reconocimientos
Aparte del Premio Castilla y León de las Artes (1991), también ganó el Premio Nacional de Dibujo Pancho Cossío, el Gran Premio de Pintura de la Bienal de Marbella y el Ciudad de Burgos.
En 2011, a título póstumo, la Diputación Provincial de Burgos le concedió la medalla de oro de la provincia.
En el año 2016 se crearon en su homenaje las Becas Luis Sáez para financiar estudios de postgrado para mujeres gitanas en universidades públicas de Castilla y León, a partir de una donación que hizo su hijo Javier Sáez del Álamo a la fundación Secretariado Gitano. Para dar a conocer este legado y sufragar las becas, se organizaron exposiciones en Burgos (2015) y Valladolid (2017).

## Exposiciones póstumas
- 2015: Luis Sáez, el legado. Sala de exposiciones Círculo Central, Burgos. 26 de marzo-19 de abril.[15][18]

- 2017: Luis Sáez, la belleza, el misterio y el dolor. Comisario: Óscar Esquivias. Sede de las Cortes de Castilla y León, Valladolid. 25 de mayo-17 de septiembre.[16]

## Obras en museos e instituciones
- Museo Nacional Centro de Arte Reina Sofía, Madrid.
- Museo de Arte Abstracto Español, Cuenca.
- Museo de Arte Contemporáneo, Sevilla.
- Museo de Arte Moderno, Bilbao.
- Museo de Arte Moderno, Barcelona.
- Museo de Toledo.
- Museo de Burgos.
- Centro de Arte Faro de Cabo Mayor, Santander
- Museo de Santoña, Cantabria.
- Centro de Bellas Artes, Zamora.
- CAB (Centro de Arte Contemporáneo de Caja de Burgos), Burgos.
- Cortes de Castilla y León, Valladolid.[19]